# 加多加多

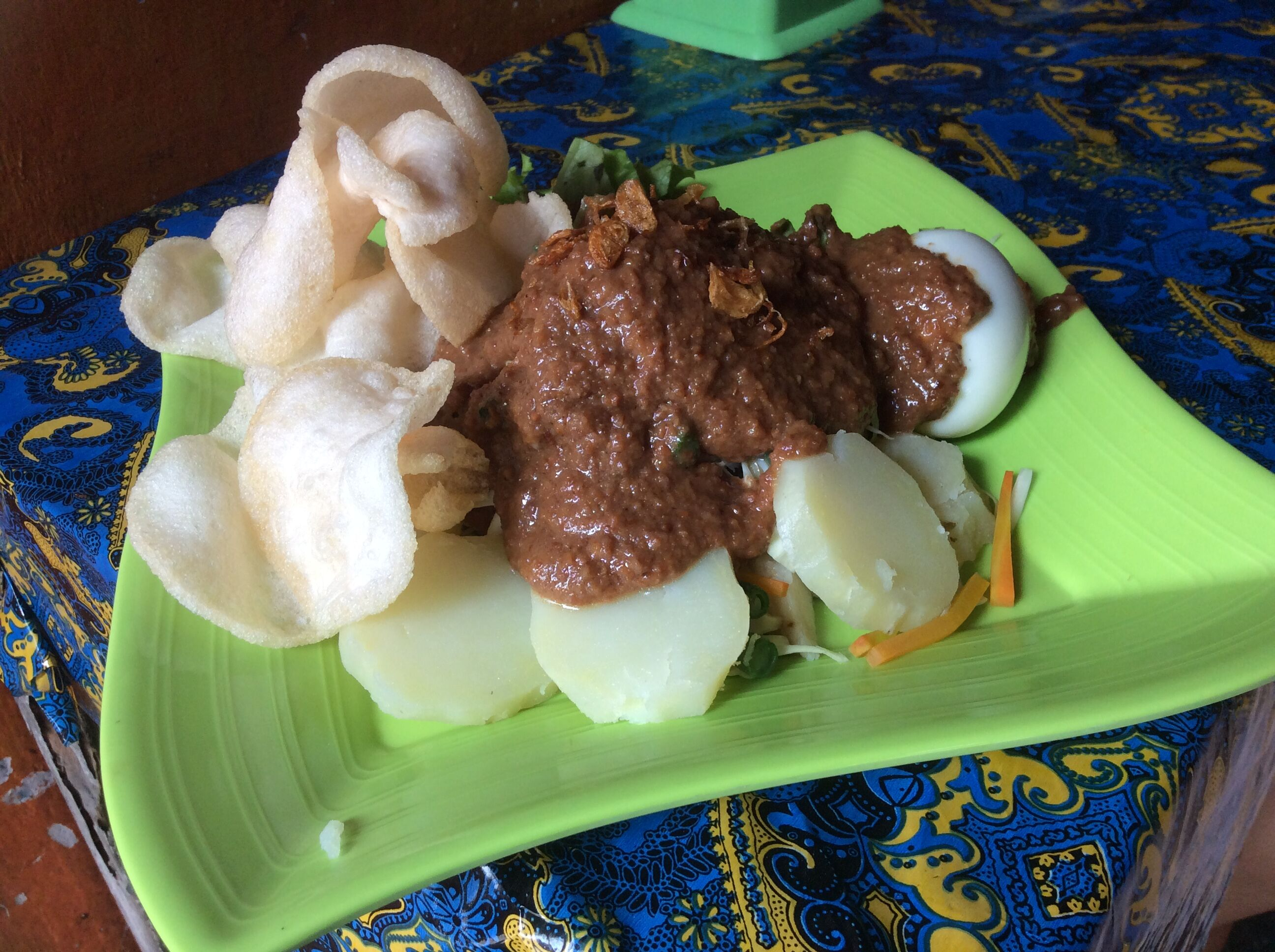
加多加多

加多加多（印尼語：Gado-gado）是一種印尼爪哇島料理，混合生菜、白菜、豆角、炸豆腐、蝦餅、雞蛋、并澆上沙嗲醬。
加多加多常被稱為“印尼沙拉”或“澆花生醬沙拉”，不過，與西餐中的沙拉有諸多不同點。加多加多可以像沙拉一樣直接食用，也可以配米飯或用蕉葉包裹的米糕（Lontong）。從外觀上，加多加多和另外三種印尼料理：Lotek，Pecel和Karedok非常相似，它們都是在生或已煮熟的蔬菜和配料上淋上香甜口味的沙嗲醬。加多加多為印尼代表性菜肴之一，在印尼侨民較多的地區，如香港和馬來西亞，亦是當地印尼餐館常見的菜肴。

## 歷史
加多加多一詞本身含有“混合”或“不同性質的東西融為一體”之意。它的起源現在已經無從考證，比較多的資料顯示這種食物最早可能起源于雅加達巴打維(Betawi)人社區,因為在40年代一首歌名為雅加達加多加多的歌曲曾廣為流傳，歌曲的第一句為："Gado-gadonya bung, dari Jakarta; Satu bungkusnya bung, lima rupiah" （加多加多，雅加達的加多加多；一份加多加多，五盧比）。
在80年代印尼共和國廣播電臺(RRI)曾播出過一檔娛樂節目，以一個名叫Bang Mamad的馬車司機與賣加多加多的Mpok Atik之間的故事為內容。兩人用地方語言巴達維語進行對話，使得加多加多是巴達維特色美食這一觀念逐漸深入人心。不過，也有部份人相信加多加多是另一種爪哇島料理Pecel的華人版本，并深得荷蘭殖民者的喜愛。

## 材料

### 蔬菜

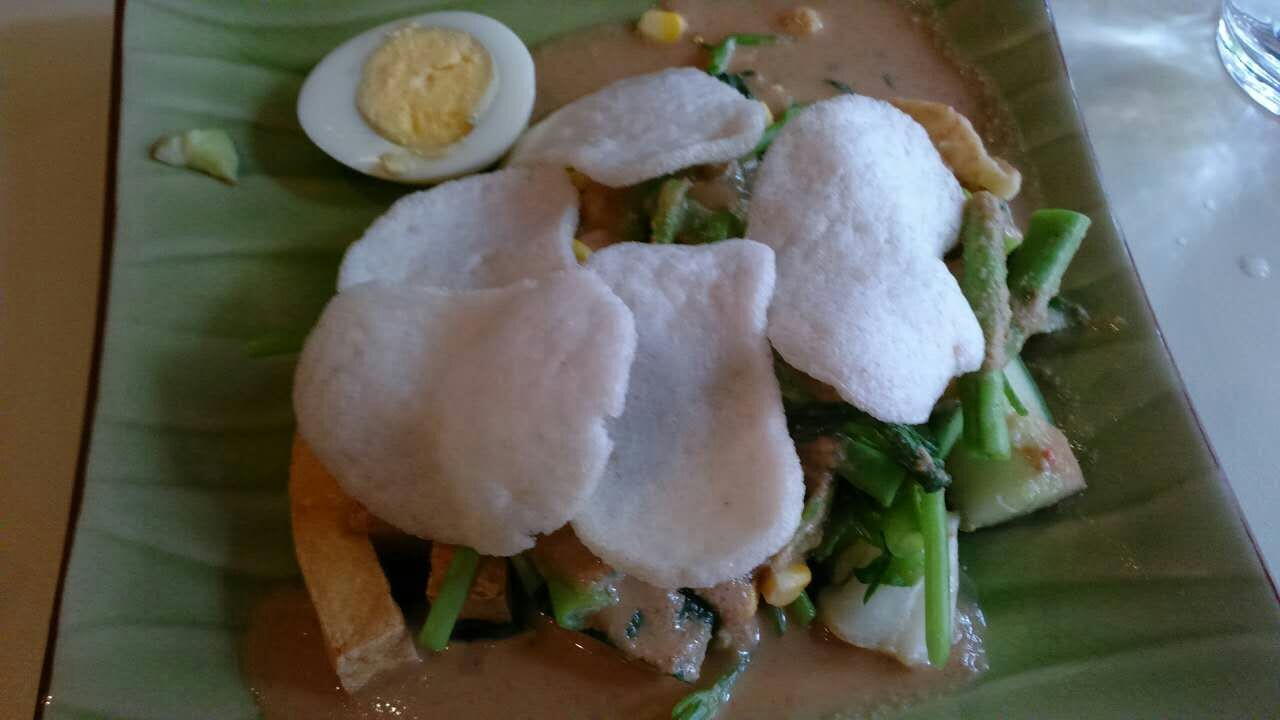
加入莧菜的加多加多

很多蔬菜都可以用來製作加多加多，不過經常使用的蔬菜為以下幾種：
- 切碎的葉菜、如生菜、捲心菜、椰菜花
- 豆角和豆芽
- 胡蘿蔔或黃瓜
- 番茄
- 熟馬鈴薯塊（或馬鈴薯泥）一份加多加多

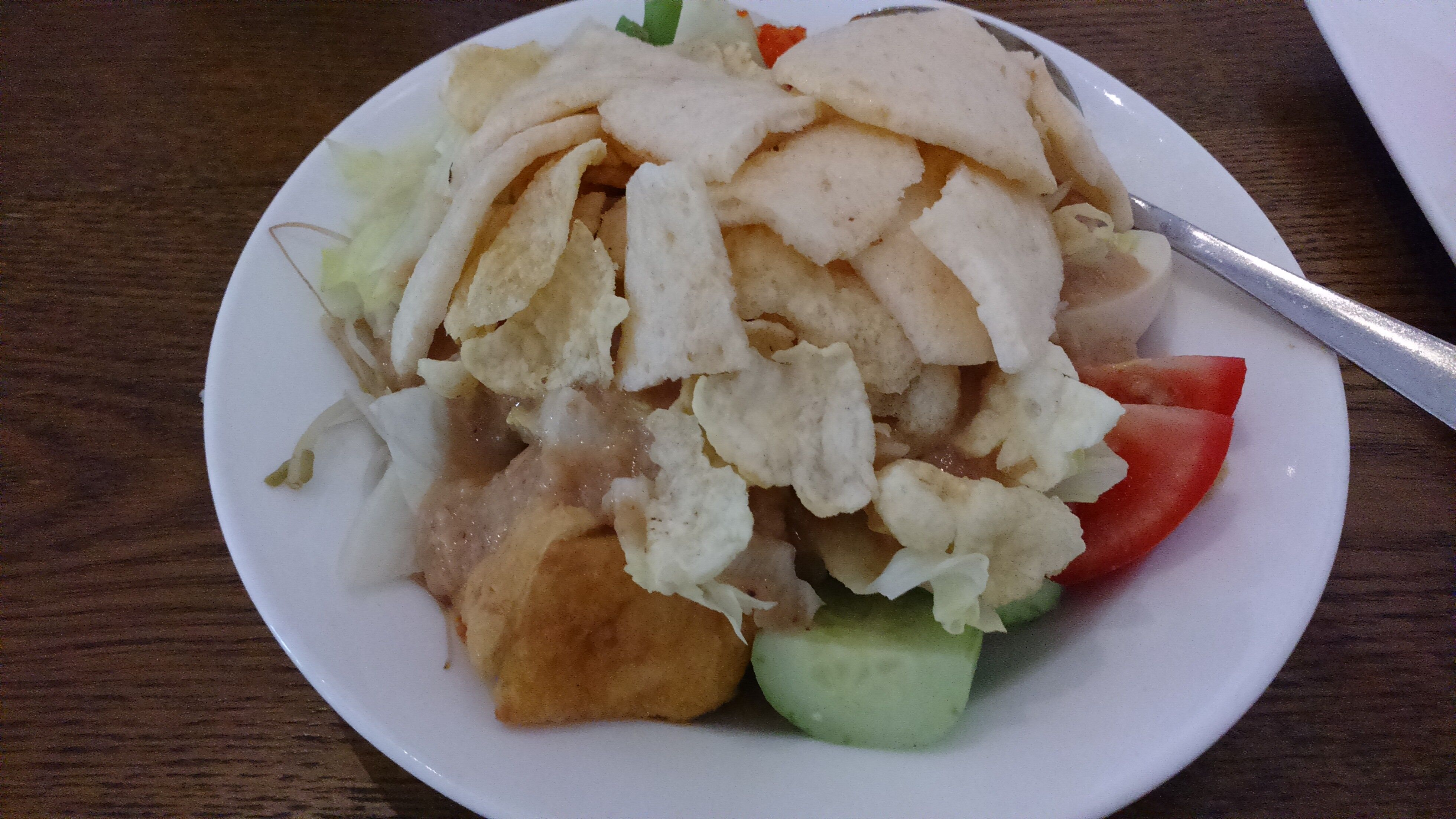
一份加多加多

很多情況下，除了雞蛋和土豆塊是事先煮熟的，其餘蔬菜都是生吃。不過椰菜花或其它不可以生吃的蔬菜會事先用水灼熟。根據不同的地方和不同的季節，製作加多加多還可以因地制宜選用其它種類的蔬菜，例如：通心菜、莧菜、豌豆、茄子、佛手瓜、檸檬羅勒等都可以用來製作加多加多

### 其它材料
除了蔬菜外，加多加多通常還有以下幾種材料：
- 煮熟的雞蛋或鵪鶉蛋
- 豆腐
- 蝦餅或苦果片
- 糯米糕

### 沙嗲醬

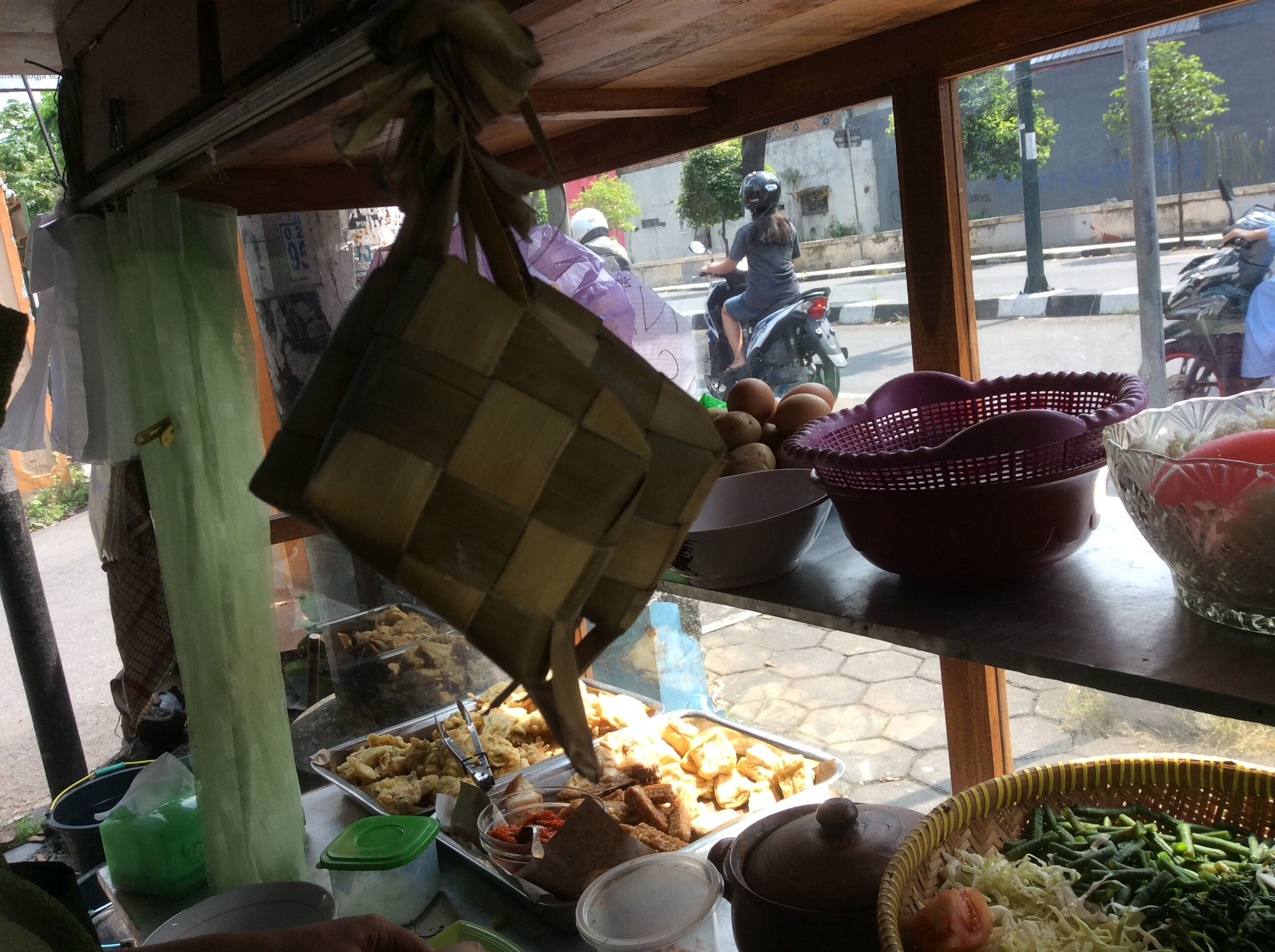
作為加多加多主食之一的米糕

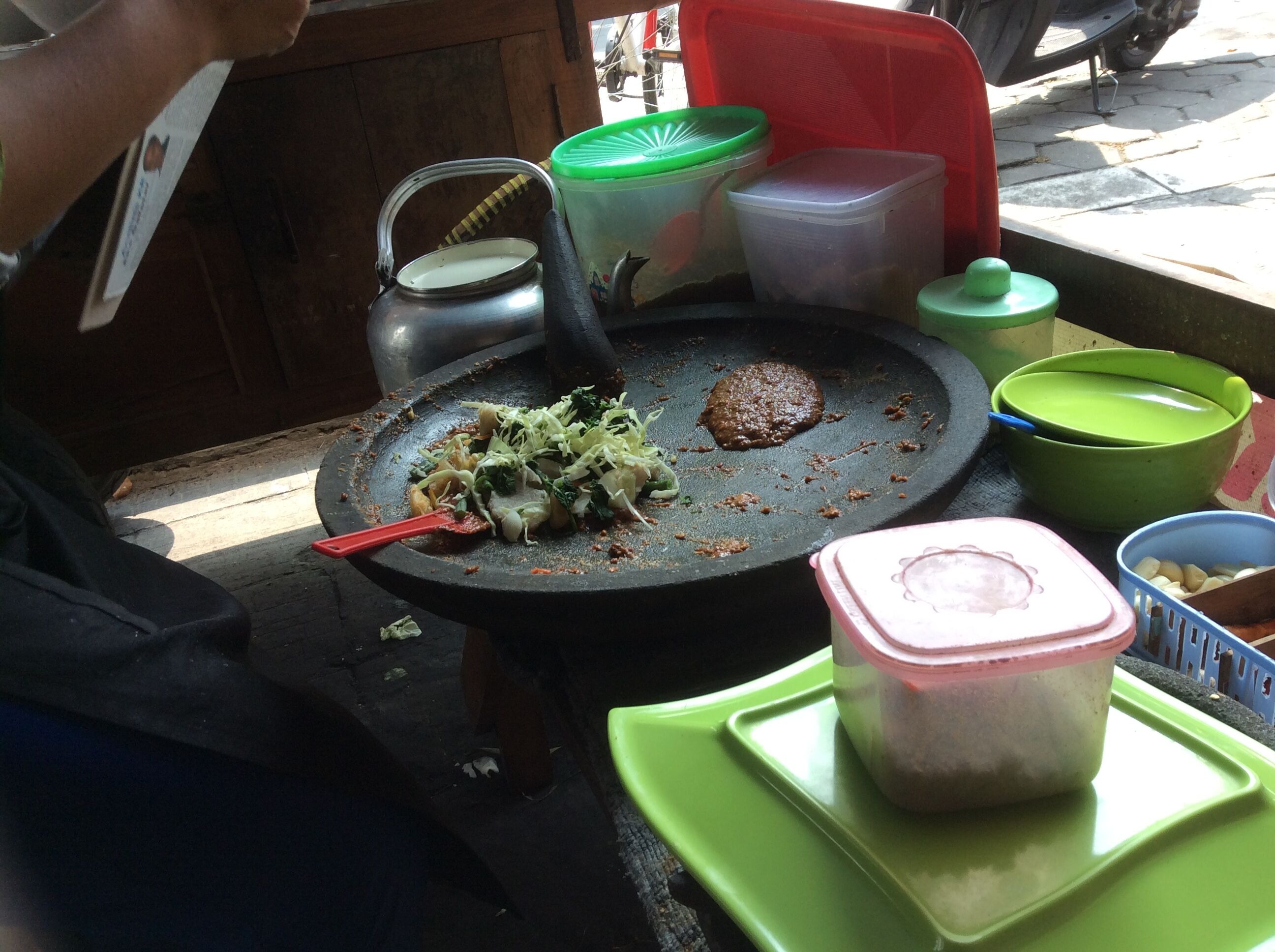
沙嗲醬成品與各種蔬菜

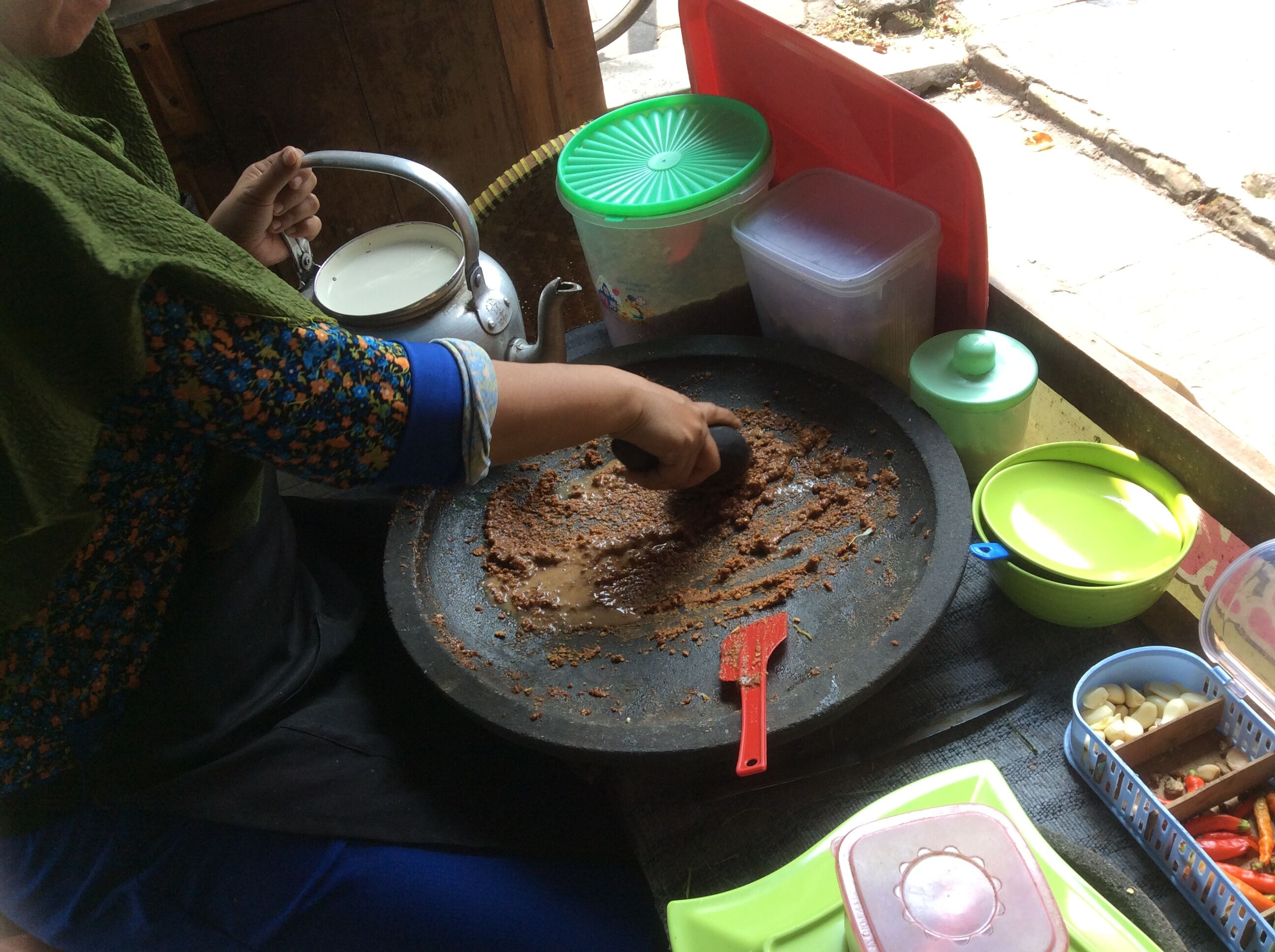
一名婦女正用傳統方法製作加多加多的沙嗲醬

加多加多和其它沙拉不一樣的一點是它使用沙嗲醬。它所用的沙嗲醬十分多樣化，主要材料有以下幾種：
- 烘干的花生
- 大蒜
- 火葱
- 辣椒或胡椒
- 檸檬葉
- 鹽
- 紅糖
- 清水

有時也會加入以下材料：
- 椰奶
- 醬油（主要為甜醬油）
- 鱼酱
- 蝦醬
- 山奈
- 羅望子汁液和檸檬汁

## 各地做法
加多加多在印尼廣受歡迎，流傳各地，做法也有許多不同。

### 雅加達加多加多
起源于巴達維亞（今雅加達）的雅加達加多加多的歷史可以追隨到20世紀初，是最為經典的加多加多版本。雅加達加多加多的材料包括捲心菜、豆角、豆腐、芽菜、火蔥酥、佛手瓜、蝦片、雞蛋和坦貝。

### 瑪瑯加多加多
瑪瑯加多加多是東爪哇省瑪瑯的料理，材料和其它地區的加多加多基本一致，不過除了蝦片外，瑪瑯加多加多一般還會加上苦果片。

### 巴東加多加多
巴東加多加多是西蘇門答臘省巴東地區的料理，受當地嗜辣的飲食習慣影响，巴東加多加多比爪哇島加多加多更辣。巴東加多加多的沙嗲醬里通常會有十條辣椒以上。除了辣，巴東加多加多也偏咸。

### 詩都阿佐魚醬加多加多
詩都阿佐加多加多是東爪哇省詩都阿佐縣的特色料理，它的最大特色是使用了東爪哇沿海地區的醬料魚醬(Petis)。魚醬是用漁業加工過程中的邊角料熬制而成的濃稠湯汁，因為加入了大量爪哇紅糖，所以呈黑色，質感類似蠔油。

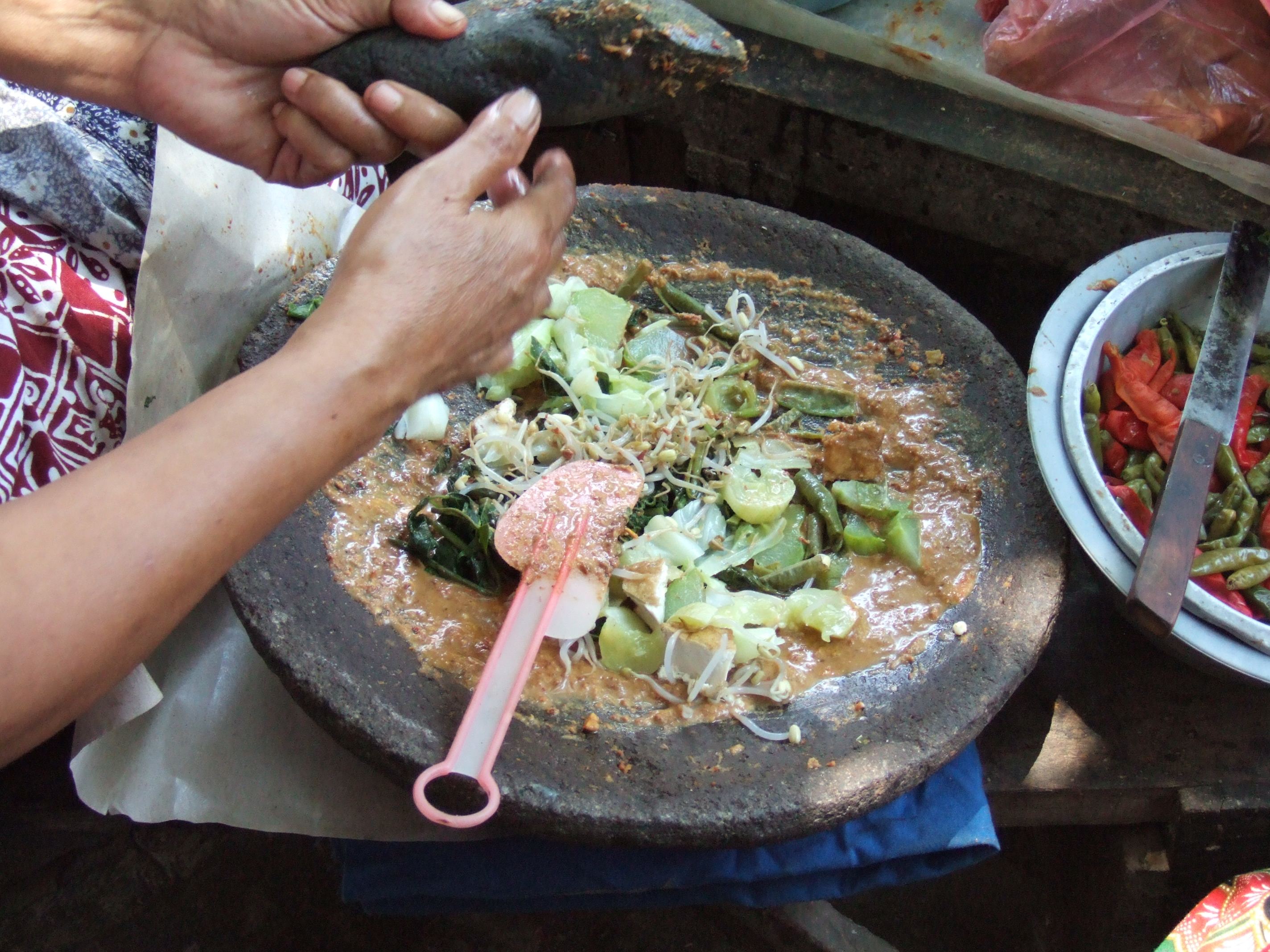
加多加多

### 井里汶加多加多
井里汶加多加多的汁醬不僅有傳統的花生醬還有椰奶。
除了傳統的加多加多外，近年來，隨著外國遊客的增加，還出現了加多加多壽司等新式料理。

## 類似菜肴

### Pecel
Pecel在爪哇語里的意思是“搗碎”，是一種起源于東爪哇茉莉芬的菜肴，由豆角，芽菜，黃瓜，木薯葉，檸檬羅勒等蔬菜混合而成，也有人用熟雞蛋，鳀鱼等，吃時澆上特製的花生參巴醬。花生參巴醬的配方包括沙姜，爪哇紅糖，鹽，辣椒，箭葉橙和烘乾的花生。

### Lotek
Lotek是西爪哇常見菜肴，與Pecel幾乎一樣，不同的是Lotek的醬料里有丹貝，蝦醬和大蒜，普遍比Pecel更甜。另外，莧菜、豆角、豌豆和大豆葉在Lotek里是必不可少的。

### Karedok
Karedok或Keredok是一道巽他族涼拌菜，材料為黃瓜，豆芽，捲心菜，豆角，檸檬羅勒，茄子。所有蔬菜都是生的，吃時澆上由紅椒，花生，大蒜，沙薑，爪哇紅糖，鹽和蝦醬搗碎而成的醬料。Karedok分量比較少，一般作為涼菜吃而不與米飯或米糕一起吃。

## 文化

### 語言
在印尼語口語中，gado-gado指很多種東西混合在一起，例如：bahasa gado-gado（加多加多語）指多種語言混合而成的語言。